# Magdalena Mazurek
Magdalena Mazurek; z domu Godos (ur. 12 września 1983 w Łowiczu) – polska siatkarka, grająca na pozycji rozgrywającej. Wraz z reprezentacją Polski B zdobyła złoty medal na Uniwersjadzie w Bangkoku w 2007 roku.
20-krotna reprezentantka Polski w latach 2005–2008.
Po sezonie 2022/2023 zakończyła karierę sportową i rozpoczęła pracę jako menedżer Pałacu Bydgoszcz, zastępując na stanowisku Ewę Kowalkowską.

## Sukcesy klubowe
Puchar Top Teams:
- 2002

Mistrzostwo Polski:
- 2007
- 2005
- 2002, 2008

Puchar Polski:
- 2005, 2007

Superpuchar Polski:
- 2005, 2007

## Sukcesy reprezentacyjne
Letnia Uniwersjada:
- 2007
- 2005